# Ярошин-Кольонія
Ярошин-Кольонія (пол. Jaroszyn-Kolonia) — село в Польщі, у гміні Льондек Слупецького повіту Великопольського воєводства.
Населення — 184 особи (2011).
У 1975-1998 роках село належало до Конінського воєводства.

## Демографія
Демографічна структура станом на 31 березня 2011 року:
|          | Загалом | Допрацездатний вік | Працездатний вік | Постпрацездатний вік |
| -------- | ------- | ------------------ | ---------------- | -------------------- |
| Чоловіки | 97      | 25                 | 57               | 15                   |
| Жінки    | 87      | 13                 | 47               | 27                   |
| Разом    | 184     | 38                 | 104              | 42                   |